# Vizekönig
Ein Vizekönig vertritt den Monarchen, wenn dieser seine Pflichten nicht ausüben kann. Dies betrifft in der Regel die Verwaltung weit entfernter Gebiete. Typisch dafür sind die Überseereiche der Kolonialzeit. Dieser Rang wurde insbesondere dann gewählt, wenn das Territorium vorher im Rang eines Königreiches stand. Einen Verwalter niedrigeren Ranges einzusetzen, wäre unziemlich gewesen. Wesensbildende Beispiele dafür sind die spanischen Vizekönige Portugals zur Zeit der Personalunion oder der Vizekönig von Ägypten im Osmanischen Reich.
Der Titel bezeichnet keinen Adelsrang, sondern eine persönliche Amtsstellung, und entspricht einem Statthalter oder einem Gouverneur, der nur dem Souverän unterstellt ist (vgl. Generalgouverneur).
Die weibliche Namensform Vizekönigin bezeichnet in der Regel die Frau eines Vizekönigs; regierende Vizeköniginnen – wie etwa Germaine de Foix (Vizekönigin von Valencia) oder Margarete von Savoyen (Vizekönigin von Portugal) – gab es nur sehr wenige. Bis heute hat sich allerdings im englischen Sprachgebrauch zur Beschreibung des Amts des Generalgouverneurs in den Commonwealth Realms, welches seit 1981 (Elmira Minita Gordon) auch von Frauen bekleidet wird, das Adjektiv viceregal (dt. vizeköniglich) gehalten. 

## Spanien
Zu Beginn des 15. Jahrhunderts wurde in den Ländern der Krone von Aragonien das System der Vizekönige (span.: Virrey) zunächst in Sardinien  eingeführt, später kamen dann noch Aragonien selbst, Valencia, Katalonien, Navarra, Neapel, Sizilien und Portugal (durch Personalunion zwischen 1580 und 1640 mit Spanien verbunden) hinzu. Mit der Entdeckung der Neuen Welt übertrug man dieses System nun auch auf die überseeischen Gebiete („Kolonien“), es wurden zwei, später dann vier Vizekönigreiche installiert:
- Vizekönigreich Neuspanien (1535–1821)
- Vizekönigreich Peru (1542–1823)
- Vizekönigreich Neugranada (1717 bzw. 1739–1810, von Peru abgetrennt)
- Vizekönigreich Río de la Plata (1776–1811, ebenfalls von Peru abgetrennt)

Der Vizekönig war der oberste Vertreter der Krone in einem der Vizekönigreiche, erster Vizekönig der neu zu entdeckenden Länder in „Westindien“ war Christoph Kolumbus.

## Portugal
Portugal hatte nur zwei Vizekönige (port.: Vice-rei), einen in Goa (Vizekönig von Indien) und auch einen in Brasilien (Vizekönig von Brasilien), nachdem die Kolonie 1714 zum Vizekönigreich erhoben wurde, die übrigen Kolonien wurden von Gouverneuren regiert. Nicht jeder Gouverneur von Indien wurde zum Vizekönig erhoben.

## Österreich
1707 besetzte Österreich im Spanischen Erbfolgekrieg die Königreiche Neapel und Sardinien, deren Inbesitznahme dann durch die Friedensschlüsse von 1713/14 bestätigt wurden. Sardinien wurde aber bereits 1720 mit dem Königreich Sizilien getauscht, so dass nun die Königreiche Neapel und Sizilien wieder unter einer Verwaltung standen (siehe auch Trennung der Königreiche Sizilien und Neapel). Bis 1735/37 wurden die Reiche nun von einem, durch den Erzherzog von Österreich ernannten, österreichischen Vizekönig regiert.
Auch das nach dem Wiener Kongress neu gegründete Königreich Lombardo-Venetien wurde zwischen 1815 und 1848 von einem Vizekönig verwaltet, da der Kaiser von Österreich nun auch König des Reiches war.

## Britisches Imperium
In Irland wurde der oberste Vertreter des britischen Monarchen der Lord Lieutenant of Ireland umgangssprachlich auch als Vizekönig (engl.: viceroy bzw. deputy king) bezeichnet.
Im britischen Kolonialreich trug einzig der Generalgouverneur von Britisch-Indien ab 1858 auch den Titel eines Vizekönigs von Indien, um die Autorität der Krone gegenüber den einheimischen Fürsten zu unterstreichen.

## Osmanisches Reich
In der westlichen Literatur wurden und werden die Ämter des osmanischen Provinzgouverneurs (Wali) und des Khediven von Ägypten oft mit Vizekönig übersetzt.

## Italien
Zwischen 1936 und 1941 wurde Italienisch-Ostafrika nicht mehr länger von einem Hochkommissar verwaltet, sondern durch einen Generalgouverneur ersetzt, der zusätzlich auch noch den Titel eines Vizekönigs (ital.: Viceré) innehatte.

## Frankreich
In Frankreich trugen einige (General-)Gouverneure von Neufrankreich zusätzlich zum Titel eines Lieutenant-général auch den eines Vizekönigs (fr.: vice-roi): Charles de Bourbon-Condé († 1612), Henri II. de Montmorency († 1632), Henri de Lévis († 1680), François Christophe de Lévis († 1661).

## Russisches Reich
Nach dem Wiener Kongress 1815 wurde erneut ein polnisches Königreich geschaffen, das so genannte Kongresspolen, welches in Personalunion mit dem Russischen Reich vereint war. Der russische Zar war danach bis zum Aufstand von 1830 auch polnischer König. Danach wurde der polnische Königstitel abgeschafft, jedoch behielten die russischen Statthalter in Polen den Titel Vizekönig (Namiestnik) noch bis 1874.

## Griechenland
Nach der Errichtung der Militärdiktatur in Griechenland und der Flucht des Königs ins Ausland ernannte das regierende Obristenregime 1967 den Führer der Militärjunta zum Vizekönig und somit bis 1973 zum de-facto Staatsoberhaupt Griechenlands.

## Südostasien
In mehreren buddhistischen Monarchien des südostasiatischen Festlands (Birma, Thailand, Laos, Kambodscha) gab es die Position eines „Vizekönigs“ oder „Zweiten Königs“, örtlich Uparaja oder Uparat genannt. Dieser war in der Regel ein enger Verwandter (Bruder, Sohn oder Cousin) des eigentlichen Königs und hatte nach diesem den zweithöchsten Rang im Staat. Er wurde – wie der König selbst – feierlich gekrönt, hatte oftmals einen eigenen Palast, Hofstaat, Garde, Ländereien und Leibeigene und war in der Regel der designierte Thronfolger.

## Bibliographie
- Daniel Aznar, Guillaume Hanotin, Niels F. May (Hrsg.): À la place du roi. Vice-rois, gouverneurs et ambassadeurs dans les monarchies française et espagnole (XVIe-XVIIIe siècles). Madrid 2014.